# Jouillat
Jouillat é uma comuna francesa na região administrativa da Nova Aquitânia, no departamento de Creuse. Estende-se por uma área de 22,44 km². Em 2010 a comuna tinha 404 habitantes (densidade: 18 hab./km²).